# Schabzigerklee
Der Schabzigerklee (Trigonella caerulea), auch Zigerklee oder Zigerkraut (Schweiz), Zigeunerkraut (Südtirol), Käseklee, Brotklee oder Blauer Steinklee genannt, ist eine Kulturform aus der Gattung Trigonella innerhalb der Familie der Hülsenfrüchtler (Fabaceae, Leguminosae).

## Beschreibung

Habitus, Laubblätter und Blütenstände

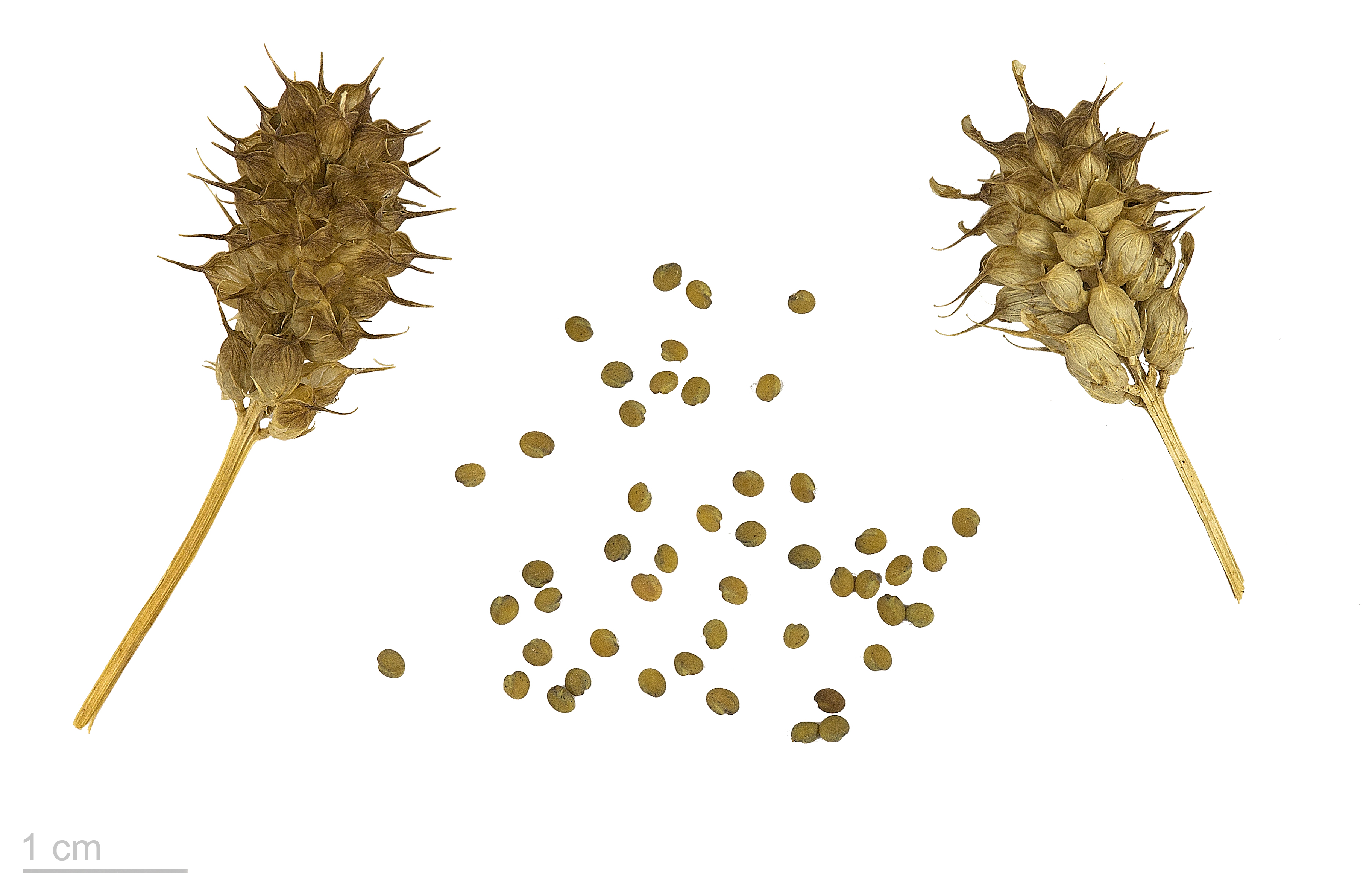
Fruchtstand und Samen

### Vegetative Merkmale
Der Schabzigerklee ist eine einjährige krautige Pflanze, die Wuchshöhen von 20 bis 60, selten bis zu 100 Zentimetern erreicht. Der aufrechte Stängel ist spärlich behaart und hohl.
Die wechselständig und spiralig am Stängel verteilt angeordneten Laubblätter sind in Blattstiel und Blattspreite gegliedert. Die Blätter sind lang gestielt. Die unpaarig gefiederte Blattspreite besitzt drei Fiederblättchen. Die Fiederblättchen sind bei einer Länge von 2 bis 5 Zentimetern sowie einer Breite von 5 bis 20 Millimetern eiförmig bis länglich mit ausgerandetem oberen Ende und gezähntem Rand. Sie sind weitläufig stachelspitzig gezähnt.

### Generative Merkmale
Der Blütenstandsschaft ist 2 bis 5 Zentimeter lang. Im kugeligen, traubigen Blütenstand sind die zahlreichen Blüten dicht angeordnet. Der Blütenstiel ist nur etwa 1 Millimeter lang.
Die zwittrigen Blüten sind zygomorph und fünfzählig mit doppelter Blütenhülle. Die fünf etwa 3 bis 4 Millimeter langen Kelchblätter sind auf bis etwa zur Hälfte ihrer Länge glockenförmig verwachsen; die Kelchzähne sind etwa so lang wie die Kelchröhre. Die blaue oder weiße Blütenkrone besitzt die typische Form einer Schmetterlingsblüte und ist etwa 6 Millimeter lang. Die Kronblätter sind um die Hälfte länger als der Kelch. Die Fahne ist 5 bis 8 Millimeter lang und länglich-eiförmig. Die Flügel sind 3 bis 5 Millimeter lang und lineal. Das Schiffchen ist 2 bis 4 Millimeter lang.
Die aufrechte oder abstehende Hülsenfrucht ist bei einer Länge von 4 bis 5 Millimetern sowie einer Breite von etwa 3 Millimetern rhomboid-verkehrt-eiförmig und am oberen Ende plötzlich zu einem Schnabel von 2 Millimeter Länge zusammengezogen. Die braunen Samen sind bei einer Länge von etwa 2 Millimetern eiförmig und die Samenschale ist fein warzig.
Die Chromosomenzahl beträgt 2n = 16.

## Ökologie
Die Blüten werden von Honigbienen besucht.

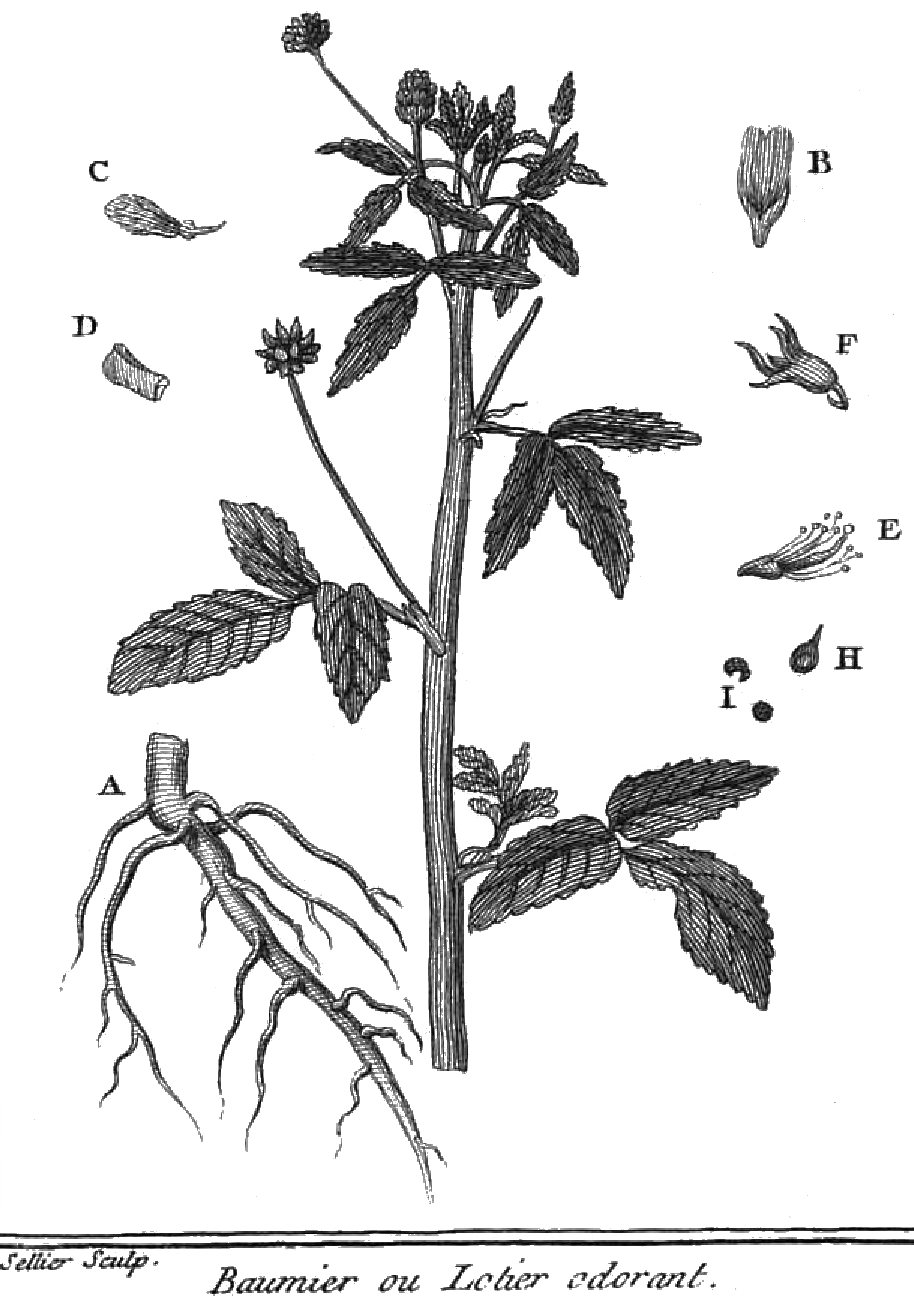
Illustration aus François Rozier: Cours d’agriculture, Tome 2, pl. 4

## Herkunft
Über die Herkunft von Trifolium caeruleum ist nichts bekannt. Es handelt sich vermutlich um eine Kulturform und keine ursprüngliche Art. Sie stammt anscheinend als Kulturpflanze von Trigonella procumbens (Besser) Rchb. ab, die im östlichen Mittelmeerraum und im Kaukasusraum beheimatet ist.

## Taxonomie
Die Erstveröffentlichung erfolgte 1753 unter dem Namen (Basionym) Trifolium caeruleum durch Carl von Linné. Die Neukombination zu Trigonella caerulea (L.) Ser. wurde 1825 durch Nicolas Charles Seringe in Augustin Pyramus de Candolle: Prodromus systematis naturalis regni vegetabilis, ... Pars 2, Seite 181 veröffentlicht. Weitere Synonyme für Trigonella caerulea (L.) Ser. sind: Melilotus coerulea (L.) Desr., Melilotus coeruleus (L.) Desr., Trifolium caerulea L., Trigonella coerulea (Desr.) Ser., Trigonella melilotus-coerulea (L.) Asch. & Graebn., Trigonella melilotus-coeruleus (L.) Asch. & Graebn.

## Anbau und Ernte
Die vielen stark duftenden Blüten sind eine gute Bienenweide.
Der Schabzigerklee bildet eine Pfahlwurzel und sammelt Stickstoff im Boden, was im biologischen Anbau von Bedeutung ist: Durch eine Symbiose mit Bakterien wird an den Wurzeln der Schmetterlingsblütler (Fabaceae, Leguminosae) aus dem Stickstoff der Luft Protein gewonnen. Dieses Protein befindet sich in Knöllchen, die von den Leguminosen selbst, aber letztendlich auch von allen anderen Pflanzen genutzt werden können. Der Anbau von Leguminosen kann deshalb den Einsatz von Stickstoffdüngern überflüssig machen.

## Verwendung
Schabzigerklee dient ausschließlich getrocknet zum Würzen. Geerntet werden die grünen oberirdischen Pflanzenteile, indem die Pflanze je nach Verwendungszweck ein- bis dreimal im Jahr kurz vor oder nach der Anthese (Blüte) gemäht wird. Das frische Erntegut wird im Anschluss getrocknet und fein gemahlen.
Bis ins 20. Jahrhundert war Lachen im Kanton Schwyz das Zentrum des Zigerkleeanbaus, fast alle Familien bauten das Kraut im Garten an. 2025 gab es in Lachen allerdings nur noch einen einzigen, 71-jährigen Produzenten; der 1917 gegründete «Zigerchrutverband» löste sich in den 2020er Jahren auf.
In der Schweiz wird Schabzigerklee, der etwas milder als der Bockshornklee ist, stark würzig nach frischem Heu riecht und eigenartig bitter schmeckt, zur Herstellung des Schabzigers, eines sehr aromatischen Käses, verwendet. In Südtirol verwendet man ihn als Bestandteil des Brotklees als typisches Brotgewürz für Vinschgauer Fladenbrot, für Schüttelbrot und andere Roggenbrote.
Weiterhin ist er besonders für pikante Brötchen, Eierkuchen oder Waffeln sowie für andere pikante Gebäcke geeignet, er würzt Salate, Dips und Brotaufstriche aus Frischkäse oder Quark und wird für Aufläufe mit Käse, Ei und Kartoffeln verwendet. Er ist in getrockneter Form im Lebensmittelhandel und in Reformhäusern, oft aus Bioanbau, erhältlich.
Als Uzcho-suneli (უცხო სუნელი) ist Schabzigerklee ein in der georgischen Küche häufig verwendetes Gewürz und Bestandteil des Swanetischen Gewürzsalzes.

## Inhaltsstoffe und Wirkung
Der herbe Cumarinduft ist schwächer als beim Bockshornklee (Trigonella foenum-graecum), aber weit stärker als bei den Steinklee-Arten. Er ist sehr dauerhaft und soll auch bei hundertjährigen Herbarien noch zu spüren sein.
Der aromatisch und herb schmeckende Schabzigerklee wirkt appetit- und verdauungsanregend.